# George Homans
George Homans (Boston, 11 agosto 1910 – Cambridge, 29 maggio 1989) è stato un sociologo statunitense, fondatore della sociologia comportamentale e della teoria dell'interscambio sociale (Social exchange theory).
La Teoria dell'interscambio sociale ruota attorno a un principio fondamentale: i soggetti interagiscono tra di loro dopo aver considerato i costi e benefici passati e potenziali. I capisaldi di tale teoria sono:
1. quanto più spesso un comportamento è ricompensato, tanto più è probabile che venga ripetuto;
2. se nel passato alcuni aspetti dell'ambiente sono stati collegati ad un comportamento ricompensato, è probabile che venga ricercato quell'ambiente particolare o analogo;
3. quanto più è preziosa la ricompensa per un dato comportamento, tanto più è probabile che venga ripetuto;
4. quanto più spesso le esigenze o i desideri vengono soddisfatti, tanto meno si dà valore ad ogni ulteriore ricompensa.

Altro aspetto citato da Homans, altrettanto fondamentale, è quello dell'"umanizzazione dell'organizzazione scientifica del lavoro". Seguendo il filone già introdotto da Chester Barnard, Homans mostra l'interesse per la ricerca di forme organizzative meno disumanizzanti di quelle basate sullo scientific management. Fulcro della sua tesi è la creazione di differenziati gruppi umani portatori non solo di capacità fisico-intellettive, ma anche di un insieme di convinzioni e sentimenti. Le interazioni tra i gruppi sono l'elemento chiave del funzionamento tra gli stessi. Il saper gestire, da parte del management, le relazioni face to face risulta determinante per il raggiungimento dell'efficacia e dell'efficienza del fine aziendale.